# 최용순
최용순(崔龍順, 1946년 ~ 2000년 3월 11일)은 대한민국의 희극인이다. 애칭은 '뚱순이'

## 생애
충청남도 서산에서 태어났다. 1969년 KBS 공채 8기 탤런트로 데뷔했다. 1973년 동양방송 코미디언으로 희극계에 발을 내디뎠다. 주로 식모 역을 맡았다. 1992년 여성으로는 처음으로 KBS 희극인실 실장이 됐다. 1996년 제3회 대한민국 연예예술상 희극인상을 받았다. 2000년 당뇨병으로 향년 54세의 나이로 세상을 떠났다.